# Шэньянский метрополитен
Шэньянский метрополитен — метро в Шэньяне, провинция Ляонин, КНР. Создание метрополитена — один из самых крупных и затратных проектов, начатых в Шэньяне в последние годы. В основе проекта логотипа — сочетание китайского иероглифа «чжун» (середина) с буквами английского алфавита «S» и «M», давшими название Шэньянскому метро (англ. Shenyang Metro). На всех станциях установлены платформенные раздвижные двери.

## Строительство
Шэньян — один из немногих городов Китая, который строился и развивался с учётом планов строительства метрополитена. Первый план сооружения метрополитена появился в 1940 году, когда японская компания выдвинула проект создания 52-километровой сети метро. Вновь программа появилась лишь в 1965 году, когда правительство КНР, исходя из военных нужд, решило создать сеть метро в четырёх крупнейших на тот момент городах Китая — Пекине, Шанхае, Тяньцзине и Шэньяне. Однако, до начала «культурной революции» было создано только два метрополитена — в Пекине и Тяньцзине. Шанхайский метрополитен был запущен в 1993 году, а в связи с кризисными явлениями в региональной экономике, проект строительства метрополитена в Шэньяне был отложен. В начале 1990-х предлагался альтернативный проект легкорельсового транспорта, однако он также не получил развития. После того, как в 2000-е гг экономика вышла на неплохие темпы развития, проект метрополитена появился вновь — в 2005 году был одобрен план строительства метро в Шэньяне.
- 23 сентября 2009: Линия 1, Шисаньхаоцзе — Теси гуанчан (12 станций), испытательный период
- 27 сентября 2010: Линия 1, Шисаньхаоцзе — Лимин гуанчан (10 станций), открыт для пассажиров

## Открытие
Открыт 27 сентября 2010 года, одновременно с метро в Чэнду. Тестовая эксплуатация отдельных участков начата 23 сентября 2009 в преддверии празднования 60-летия КНР.

## Линии
Шесть линий, длина 188 км, 124 станции, проходят с запада на восток (линия 1), с севера на юг (линии 2;4) с северо-запада на юго-восток ближе к юго-западу(линия 9) и северо-востоку (линия 10).
| Цвет          | Ветка | Маршрут                              | Открыт | Расширен | Длина (км) | Кол-во станций |
| ------------- | ----- | ------------------------------------ | ------ | -------- | ---------- | -------------- |
| Красная       | 1     | Шисаньхаоцзе — Лимин гуанчан         | 2009   | 2010     | 27,8       | 22             |
| Жёлтая        | 2     | Путяньлу — Таосянь Дзичан            | 2012   | 2023     | 46,7       | 33             |
| Фиолетовая    | 4     | Чжэнсиньлу — Чуансиньлу              | 2023   | -        | 34,1       | 23             |
| Синяя         | 9     | Нуцзянгунюань — Университет Цзяньчжу | 2012   | 2019     | 29,0       | 22             |
| Светлозеленая | 10    | Динсянху — Чжаншабу                  | 2020   | -        | 27,2       | 21             |

## Проезд
Проезд осуществляется по пластиковым карточкам, которые при выходе должны быть возвращены через электронный турникет.
Стоимость проезда в юанях (CNY, RMB):
0 — 6км — 2
6 — 10км — 3
10 — 14км — 4
14 — 21км — 5
21 — 28км — 6
более 28км — 7

## Планы
К 2024 году анонсировано достижение протяжённости линий в 267 км. К 2024 году планируется достроить ещё 4 крупных участка (восточный участок линии 1, южный участок линии 2, первые участки линий 3 и 6).

## Галерея
- Шэньянский метрополитен, вход на станцию «Цинняньдацзе»
- Станция «Чжунцзе» линии 1
- Станция «Цинняньдацзе» линии 2
- Станция «Северный вокзал» линии 2